# Chlorocypha aphrodite
Chlorocypha aphrodite – gatunek ważki z rodziny Chlorocyphidae.